# Achille Tenaille de Vaulabelle

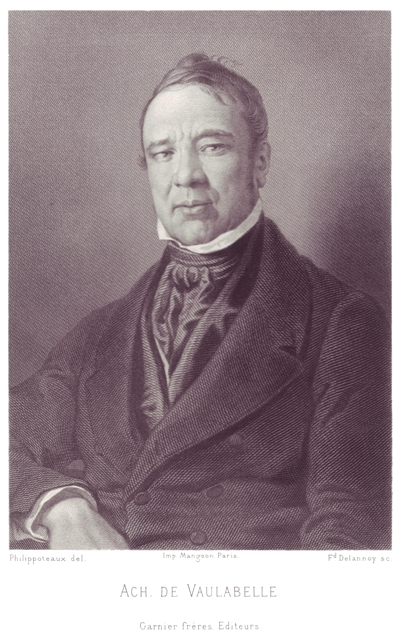
Achille Tenaille de Vaulabelle.

Achille Tenaille de Vaulabelle, född den 28 oktober 1799 i Châtel-Censoir i departementet Yonne, död den 27 mars 1879 i Nice, var en fransk historieskrivare. Han var bror till Éléonore Tenaille de Vaulabelle.
Tenaille de Vaulabelle flyttade 1818 till Paris och medverkade energiskt i liberala oppositionstidningar, även under julimonarkin. Han idkade samtidigt historiska forskningar samt författade Histoire de l'Égypte depuis le départ des français (2 band, 1835–1836) och Histoire des deux restaurations (8 band, 1844 ff.; 7:e upplagan 1868 ff.). Under februarirevolutionen 1848 invaldes Tenaille de Vaulabelle av departementet Yonne i nationalförsamlingen, blev där medlem av konstitutionskommittén och ordförande i kommittén för undervisningsväsendet samt var 5 juli–13 oktober undervisningsminister.